# Erich II de Brunswick
Erich II "el Jove", duc de Braunschweig-Lüneburg (Erichsburg prop de Dassel, 10 d'agost, 1528 - Pavia / Ducat de Milà, 17 de novembre, 1584), va ser un líder mercenari i sobirà del Principat de Calenberg-Göttingen.

## Biografia
El seu pare era Erich I de Braunschweig-Lüneburg, que va morir el 1540 quan Erich tenia 12 anys. Fins que va arribar a la majoria d'edat prematurament el 1545, la seva mare Elisabeth de Brandenburg va dirigir els assumptes governamentals al Principat de Calenberg-Göttingen, molt endeutat. Allà va introduir la Reforma. No obstant això, Eric II es va convertir a la fe catòlica el 1547 i, després de prendre el poder, va intentar fer complir l'Interí d'Augsburg al principat, amb gran disgust de la seva mare. Tanmateix, no va poder fer complir el seu ius reformandi contra la resistència dels estaments. A canvi de les aprovacions fiscals, Erich va haver d'estipular la continuïtat de la validesa de l'Ordre de l'Església luterana de Calenberg de 1542 a "l'assicuratio religionis" del novembre de 1555. Encara que era catòlic, va contribuir al debilitament del sistema monàstic del seu principat. Va gravar els béns monàstics, els va carregar amb deutes, va comprometre els béns monàstics com els dominis i va prestar els que s'havien quedat enrere. Oracions als servidors seglars i les seves famílies. Juntat amb la manca d'impulsos catòlics reformistes i la freqüent absència del sobirà, això va ajudar a que la fe protestant prevalgués al principat. També el 1555, Erich va introduir una forma primerenca d'impost especial amb un impost especial sobre cervesa, vi i gra, que, com a impost permanent, no estava subjecte a la llei d'aprovació de la finca. En general, Eric II va prestar poca atenció al govern. Va veure el seu principat més des de la perspectiva de la prestació adequada. El 1550 va fracassar el seu pla de vendre Calenberg-Göttingen al duc Enric el Jove, príncep de Wolfenbüttel, per 225.000 tàlers.En canvi, Erich es va submergir en aventures militars.

## Líder mercenari
Com a jove governant, va eludir completament la influència de la seva mare i va seguir el seu camí. L'any 1547, cap al final de la Guerra d'Esmalcalda, l'Erich, de 19 anys, i el seu exèrcit mercenari de 6.000 mercenaris van patir una derrota devastadora a la Batalla de Drakenburg contra el comte Albrecht VII von Mansfeld. Mentre que 2.500 dels seus homes van perdre la vida, només va poder salvar-se nedant a través del Weser.
A causa de les seves constants estades a l'estranger, Erich difícilment va poder mantenir un govern regular al seu principat. El 1557 Erich va lluitar al bàndol espanyol a la batalla de Sant Quintí i es va distingir per una valentia excepcional. Va capturar el Rhinegrave Johann Philipp zu Salm, el comandant de les tropes alemanyes de l'exèrcit francès, i el mariscal francès Saint-André. No obstant això, Erich només va rebre una quantitat parcial del rescat negociat i més tard va rebre la ciutat i l'esplendor de Woerden als Països Baixos espanyols com a promesa del rei espanyol Felip II.
El 1563 es va traslladar amb un exèrcit de mercenaris al monestir de Münster. Es diu que el Herzog-Erich-Weg al sud de la ciutat de Cloppenburg i el municipi d'Emstek porta el nom d'aquest esdeveniment. Des de Bramsche, el duc va anunciar el feu al príncep-bisbe Bernhard de Münster amb el pretext d'endarreriment en els pagaments. Aleshores va assetjar la ciutat de Warendorf, que es va veure obligada a obrir-li les portes, i primer va extorsionar amb 3.000 florins en diners de saqueig de la ciutat i finalment 32.000 florins més del bisbe de Münster, com a senyor de la ciutat de Warendorf, com a rescat per la seva marxa.
En anys posteriors només va romandre al seu principat durant períodes més llargs entre 1571 i 1574 i 1581 i 1583. Altrament estava lluny del seu imperi a Espanya, França, els Països Baixos i Itàlia. Allà es va quedar a les seves finques o va participar com a líder mercenari en la guerra centreeuropea entre Espanya i França (Guerra dels Set Anys) i més tard en la entre Espanya i els Països Baixos (Guerra dels Vuitanta Anys). Durant les seves campanyes militars força reeixides en nom d'altres persones, sobretot a Espanya, va robar grans sumes de diners i també va adquirir propietats a l'estranger. Això es va deure al fet que sovint els seus senyors de la guerra ja no eren capaços de satisfer les demandes de diners per al seu exèrcit de mercenaris. Per això el van recompensar amb comtats i castells com a garantia. D'aquesta manera, Eric va obtenir la glòria holandesa de Woerden i la baronia de Liesveld (1564) del rei espanyol, i el comtat de Clermont i la glòria de Creil del rei francès.
El 1573, Erich va ser acceptat a l'Orde del Toisó d'Or per Felip II, fet que el va convertir en una personalitat destacada.

## Construcció
Els projectes constructius significatius que va dur a terme el Principat durant el seu regnat van ser la construcció del castell de Freudenthal a Uslar, la reconstrucció del malmès castell de Guelph a Münden i l'ampliació de Neustadt am Rübenberge com a ciutat fortalesa amb la construcció del castell de Landestrost, a Neustadt i el castell es van convertir en una fortalesa amb una ciutadella, casamates, muralles i baluards. El costós treball encara no s'havia acabat quan va morir el 1584.

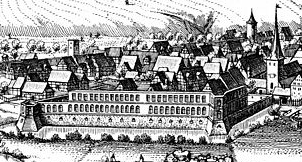
Schloss Freudenthal de 1565, com a ruïna en una secció del gravat merià d'Uslar
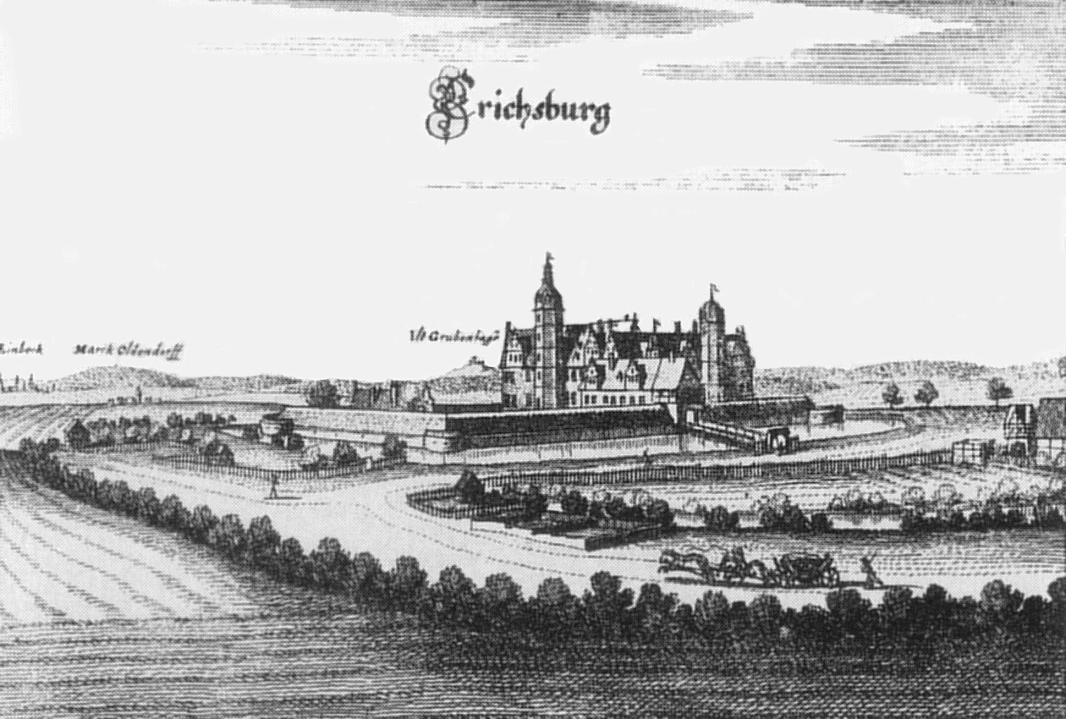
L'Erichsburg, el nom d'Erich el 1530 com un gravat de coure de Merian cap al 1650
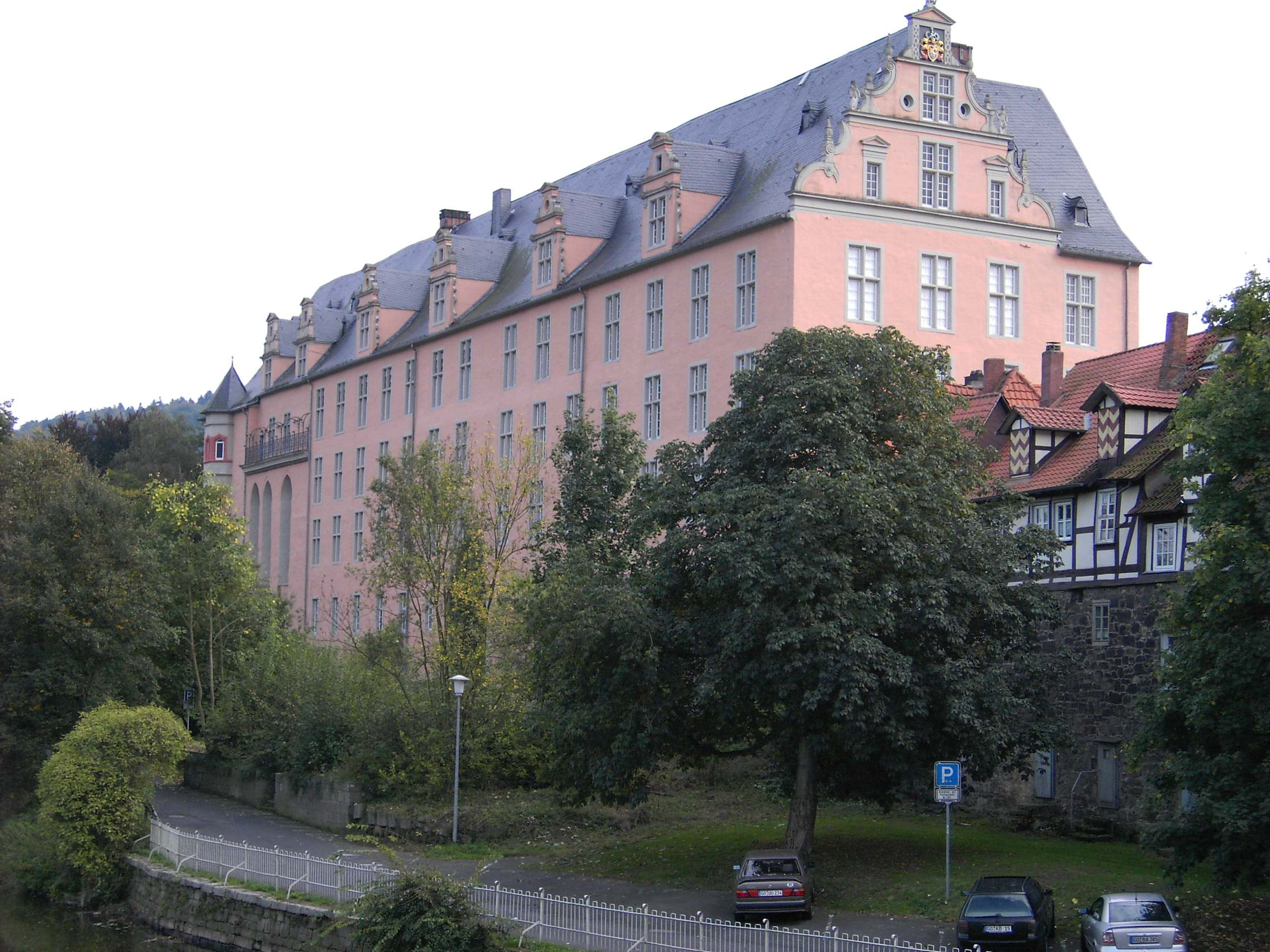
Castell de Guelph reconstruït el 1560 a Hann. Münden
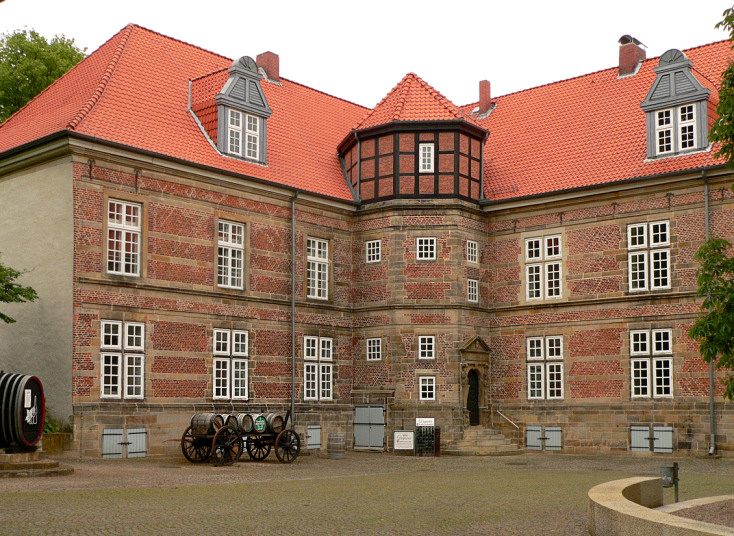
Castell de Landestrost, construït el 1573 sota Erich II
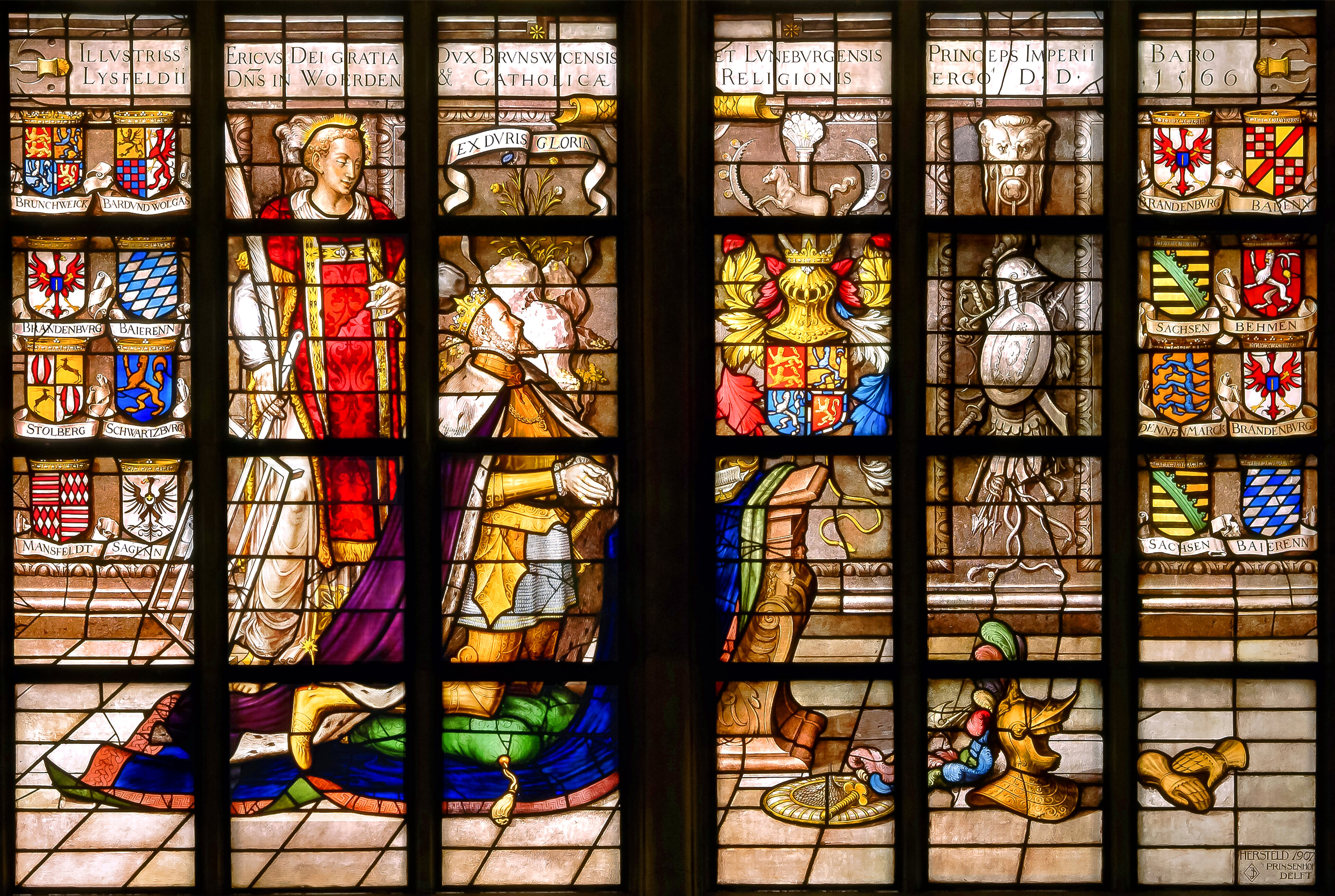
Gouda, Glas 8, Erich Graf von Braunschweig i Lüneburg

## Família
El 1545, Erich es va casar amb Sidònia de Saxònia, deu anys més gran que ell, filla d'Enric de Saxònia, i de Caterina de Mecklenburg. Aquest va ser un matrimoni amorós, ja que Erich havia trencat un compromís amb Agnès de Hesse un any abans. El matrimoni no va tenir fills i no va ser feliç a causa de disputes de diners. Erich es va dirigir a una altra dona, Katharina von Weldam, mare dels seus dos fills supervivents, amb qui va viure al castell de Calenberg el 1563. Va comprar tres llocs a Itàlia per al seu fill biològic Wilhelm, i va casar la seva filla Katharina amb el noble Andrea Doria Galeano de Gènova. A Sidònia se li va negar l'accés al castell de Calenberg. Les discussions van culminar amb Sidonia sospitant que el seu marit volia enverinar-la. Ell, al seu torn, va emmalaltir greument el 1564 i també va sospitar d'enverinament. Per això, quatre dones van ser sospitoses de bruixeria, acusades en judicis de bruixes a Eldagsen i cremades a Neustadt am Rübenberge. L'any 1572, les disputes financeres entre la parella es van portar a través de la mediació, però Erich no va complir aquest acord. Hauria de rebre el castell de Calenberg. Després que Erich va fer cremar sis dones més a Neustadt a causa dels suposats atemptats contra la seva vida, Sidonia va fugir a la cort imperial de Viena el 1572 i més tard va viure a l'antic monestir de les clarisses de Weißenfels, que el seu germà August li havia posat a la seva disposició. Va morir el 1575.
Després de la mort de Sidònia, va tenir un segon matrimoni el mateix any, 1575, amb Dorotea de Lorena (* 20 d'agost de 1545; † 1612), filla de Francesc I de Lorena i Cristina de Dinamarca. Com a obsequi del matrimoni, Dorothea va rebre el castell d'Uslar, que per a l'ocasió va ser rebatejat com a Castell de Freudental, així com l'usdefruit del comtat de Clermont. El 1576 també li va concedir Erichsburg com a instal·lació personal de cria. Dorothea va patir dos avortaments involuntaris.
Els darrers anys de la seva vida amb prou feines va poder romandre en el seu empobrit principat va viatjar amb la seva dona a Lorena i Venècia, on va comprar el magnífic palau Vendramin-Calergi en penyora d'uns lucratius oficis, on “entretenia de manera regal la noblesa de la; República”.
Tots dos matrimonis van quedar sense fills. Després de la seva mort com a conseqüència d'un catarro pulmonar durant una estada a Itàlia, primer a Venècia i després a Pavia, el principat endeutat va passar al seu segon nebot, el duc Juli de Braunschweig-Wolfenbüttel. Èric II va ser enterrat a la cripta de l'església de Santa Maria di Canepanova a Pavia.